# Hiram I de Tiro
Hiram I, también transcrito como Jirán I, fue rey de la ciudad fenicia de Tiro entre los años 969 y 939 a.  C.
Sucedió a su padre Abibaal como rey de Tiro, y durante su reinado su ciudad creció hasta dejar de ser una población satélite de la vecina ciudad de Sidón, y convertirse en una de las principales ciudades fenicias. Bajo el gobierno de Hiram se sometió una revuelta en la primera colonia tiria, la ciudad de Útica del Norte de África, situada cerca del emplazamiento de la futura Cartago.
También conforme a lo que dice la Biblia (2º Libro de Samuel, capítulo cinco) el rey Hiram también ayudó al rey David enviando gente que sabía construir con madera y piedra. Mediante ellos envió madera para que le hicieran a David un palacio en Jerusalén.
Según la Biblia (1º Libro de los Reyes, capítulo 5), Hiram envió mensajeros a Salomón para ofrecerle sus respetos después de que este fuera coronado como sucesor de David, y tras convertirse en el más poderoso gobernante de la región, al ocupar el vacío dejado por Egipto y Asiria. A través de su alianza con Salomón, Hiram pudo acceder a los mercados egipcios, árabes y mesopotámicos. Los dos reyes aunaron esfuerzos por crear una nueva ruta comercial que comunicara los lejanos países de Saba y Ofir (Yemen y Somalia, probablemente), a través del puerto de Esyon-Gueber, donde hoy día se yergue la ciudad de Eilat.
Para construir el Templo de Jerusalén que proyectaba consagrar a Yahveh, Salomón necesitaba maderas finas, por lo que comerció con Hiram, intercambiando veinte mil cargas de trigo y veinte mil medidas de aceite por la apreciada madera de cedro del Líbano. Los obreros de Salomón y de Hiram trabajaron conjuntamente, extrayendo madera y cortando piedra en las canteras, para terminar el templo.
Josefo (Contra Apión i. 17) también escribió que Hiram amplió los puertos tirios, a la vez que unió las dos islas donde se asentaba la ciudad, y erigiendo un palacio real y un templo dedicado a Melqart. La arqueología moderna no ha encontrado evidencias de estos trabajos.
Fue sucedido como rey de Tiro por Baal-Eser I (935-919 a. C.).